# Constant Engels
Pour les articles homonymes, voir Engels.
Constant Engels, né le 11 août 1920 à Esen (Dixmude) et mort le 3 avril 2018 à Beauzelle (Haute-Garonne), est un résistant français, Compagnon de la Libération par décret du 9 septembre 1942.

## Biographie
Fils d'un ingénieur belge, Constant Engels prépare l'École des mines et celle des sciences politiques dans le plat-pays. Lorsque la Seconde Guerre mondiale éclate, il n'a pas l'âge requis pour être mobilisé.
Devant l'offensive allemande, il trouve refuge avec sa mère et une partie de sa famille à Dunkerque, avant de passer en Angleterre sur un bateau chargé d'évacuer des membres de l'administration belge.
Il arrive à Folkestone où il attend de pouvoir être mobilisé. Lorsqu'il l'est, il s'apprête à se rendre en France ; mais il apprend sur le bateau anglais qui le transporte l'armistice annoncé par le maréchal Pétain le 17 juin 1940.
Il retourne alors à Folkestone. Il se décide alors à poursuivre le combat ; il rencontre un proche du général de Gaulle, puis signe son engagement fin juin dans les Forces françaises libres. Il devient alors deuxième canonnier dans l'artillerie des FFL.
Il participe d'abord, de septembre à novembre 1940, aux opérations de Dakar et du Gabon. Il est ensuite, au sein de la brigade d'Orient, de la campagne d'Érythrée durant laquelle il combat notamment à la bataille de Keren en mars 1941 où prend part à la prise de Massaoua en avril.
Il combat ensuite en Syrie en juin 1941. En décembre, à la création du 1er régiment d'artillerie des Forces françaises libres (1re RAFFL), il est placé sous les ordres de Jean-Claude Laurent-Champrosay. Pendant la campagne de Libye, il est observateur et radio du régiment. À ce titre, il participe à la bataille de Bir Hakeim le 7 juin 1942. Blessé à son poste de combat au tibia droit, il est remarqué pour supporter deux heures durant ses blessures sans soins.
Par la suite, il est affecté en Syrie, en Afrique noire, et à l'État-Major du général Kœnig à Alger puis à Londres.

### Après la guerre
Constant Engels reprend ses études — licence en physique — puis se destine au métier d'ingénieur, qu'il apprend au Conservatoire national des arts et métiers en suivant une formation en électronique, génie nucléaire et informatique.
Il devient ensuite chercheur et intègre le CEA en 1947, puis, en 1954, le Centre national d'essais en vol de Brétigny-sur-Orge. Il le quitte en 1957 ; dès lors, il travaille dans plusieurs cabinets : au ministère des Armées (service de Documentation de la Direction Technique et Industrielle de l'Aéronautique, 1957-1964), puis à celui des Universités (1964-1976). En 1976, il retourne travailler au CEA jusqu'à sa retraite.

## Décès/obsèques
Il meurt le 3 avril 2018 à l’âge de 97 ans.
La cérémonie religieuse est célébrée le 10 avril 2018 en la cathédrale Saint-Louis des Invalides.

## Décorations
- Commandeur de la Légion d'honneur[3]
- Compagnon de la Libération par décret du 9 septembre 1942[4]
- Médaille militaire
- Croix de guerre 1939–1945, palme de bronze